# Mackenzie Rosman
Mackenzie Ryann Rosman (* 28. Dezember 1989 in Charleston, South Carolina) ist eine US-amerikanische Schauspielerin. Bekannt wurde sie durch die Rolle der Ruthie Camden in der Fernsehserie Eine himmlische Familie.

## Privat
Als Rosman drei Jahre alt war, trennten sich ihre Eltern; Mackenzie zog zusammen mit ihrer Mutter und ihrem Bruder von South Carolina nach Kalifornien. Ihre Stiefschwester Katelyn (* 1986) verstarb Weihnachten 2008 an Komplikationen, die aufgrund ihrer Mukoviszidose auftraten. Rosman machte 2007 ihren High-School-Abschluss an der Valencia High School.

## Karriere und weitere Berufstätigkeit
Rosman startete ihre Karriere schon während ihrer frühesten Kindheit mit Auftritten in Werbespots wie z. B. für Windeln, Hotdogs oder Nike-Schuhe. Durch ein Casting kam sie zur Serie Eine himmlische Familie (engl. 7th Heaven). Berichten zufolge lief die damals Fünfjährige einfach in den Castingraum herein und stellte sich bei jeder Person persönlich, mit Handschlag, vor. Von ihrem enormen Selbstvertrauen waren die Produzenten um Aaron Spelling begeistert und Rosman wurde sofort engagiert. Von 1996 bis 2006 spielte Rosman in allen 221 Folgen der Serie mit. In der elften Staffel fehlt sie lediglich in den ersten sechs Folgen. Rosman wirkte außerdem an weiteren Filmen wie Gideon, Proud American und Edgar Allan Poe’s Das Grab der Ligeia mit. Zuletzt (Stand Juli 2018) war sie 2013 in drei Filmproduktionen zu sehen, 2015 folgte noch ein Auftritt in einem Kurzfilm.
Anschließend begann Rosman bei Wohltätigkeitsorganisationen für soziale Initiativen zu arbeiten. Ein Angebot, das sie verwaltet, ist “Curefinders”, das an Kinder mit Mukoviszidose gerichtet ist.

## Filmografie (Auswahl)
- 1996–2007: Eine himmlische Familie (7th Heaven, Fernsehserie, 236 Episoden)
- 1999: Gideon
- 2007: Proud American
- 2009: Edgar Allan Poe’s Das Grab der Ligeia (The Tomb)
- 2010: Socio
- 2010–2011: The Secret Life of the American Teenager (Fernsehserie, 4 Episoden)
- 2011: Krieger des Lichts (Fading of the Cries)
- 2013: Ghost Shark – Die Legende lebt (Ghost Shark, Fernsehfilm)
- 2013: Nightcomer
- 2013: Beneath

## Awards und Nominierungen
- Young Artist Awards
  - 1997: Best Performance in a TV Comedy/Drama - Supporting Young Actress Age Ten or Under (Eine himmlische Familie) - Nominiert[2]
  - 1998: Best Performance in a TV Drama Series - Supporting Young Actress (Eine himmlische Familie) - Nominiert[2]
  - 1999: Best Performance in a TV Series - Young Ensemble (Eine himmlische Familie) - Nominiert (mit Beverley Mitchell, Barry Watson, Jessica Biel und David Gallagher)[2]
  - 2002: Best Performance in a TV Drama Series - Supporting Young Actress (Eine himmlische Familie) - Nominiert[2]
  - 2004: Best Performance in a TV Series (Comedy or Drama) - Supporting Young Actress (Eine himmlische Familie) - gewonnen[2]
  - 2007: Best Performance in a TV Series (Comedy or Drama) - Supporting Young Actress (Eine himmlische Familie) - Nominiert[2]